# سورة النساء
سُورَةُ النِّسَاءِ هي رابع سورةٍ من سور القرآن، ولها 176 آية. هي سورة مدنية نزلت كلها بالمدينة، إلا آية واحدة نزلت بمكة عام الفتح في عثمان بن طلحة ﴿ إن الله يأمركم أن تؤدوا الأمانات إلى أهلها﴾، من السبع الطوال. بدأت سورة النساء بأسلوب نداء. نزلت زمنياً بعد سورة الممتحنة وتقع بين سورتي سورة ال عمران وسورة المائدة.

## سبب التسمية
سُميت سورة النساء لكثرة ما ورد فيها من الأحكام التي تتعلق بهن بدرجة لم توجد في غيرها من السور ولذلك أُطلِقَ عليها «سورة النساء الكبرى» مقابلة سورة النساء الصغرى التي هي سورة الطلاق.

## التعريف بالسورة

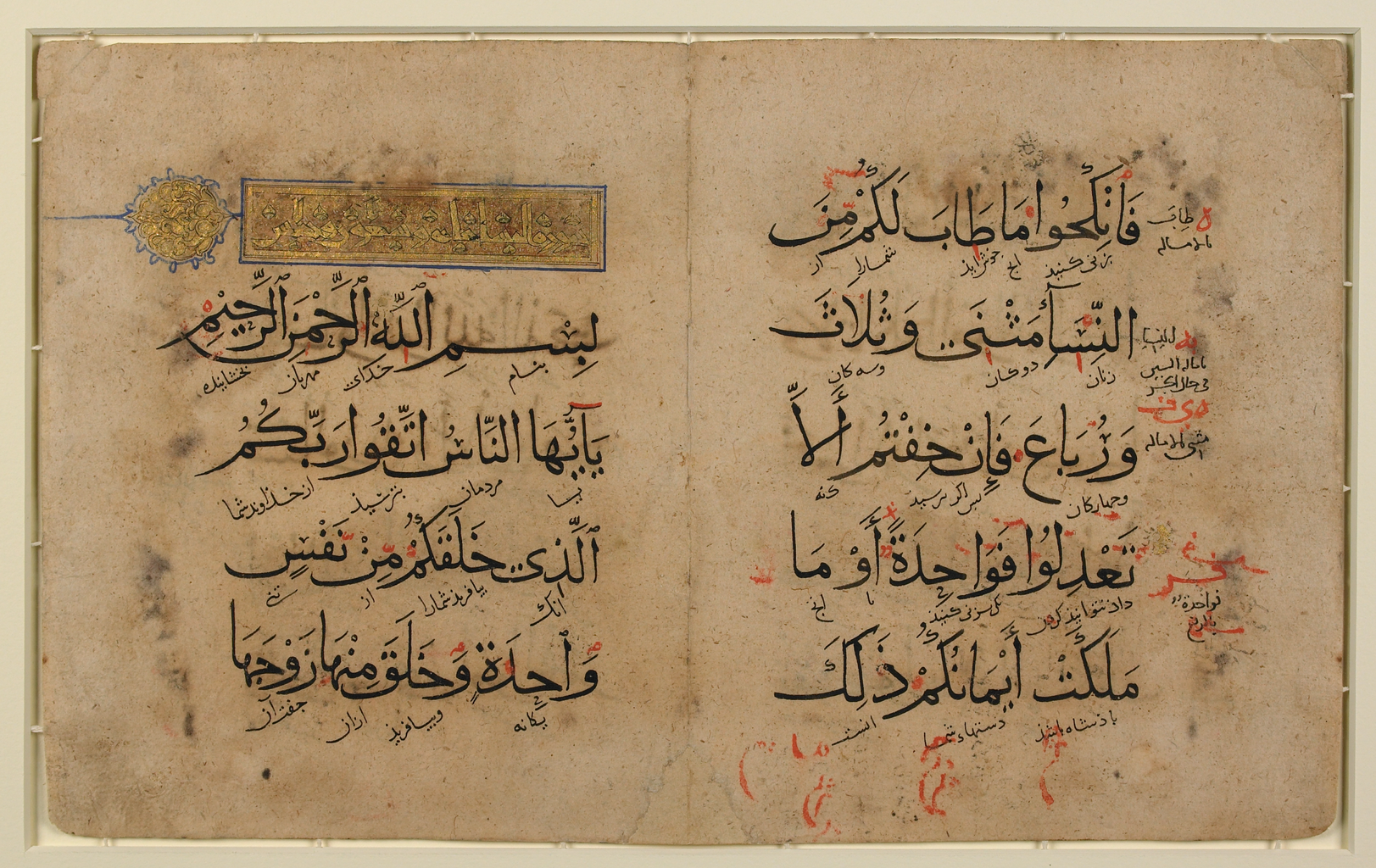
مخطوطة لسورة النساء بالخط الكوفي مع ترجمة فارسية.

سورة النساء إحدى السور المدنية الطويلة وهي سورة مليئة بالأحكام التشريعية التي تنظم الشؤون الداخلية والخارجية للمسلمين وهي تعني بجانب التشريع كما هو الحال في السور المدنية وقد تحدثت السورة الكريمة عن أمور هامة تتعلق بالمرأة والبيت والأسرة والدولة والمجتمع ولكن معظم الأحكام التي وردت فيها كانت تبحث حول موضوع النساء ولهذا سميت «سورة النساء».

## أسباب النزول
1. أسباب نزول الآية (2): عن سعيد بن جبير: «أن رجلا من غطفان كان عنده مال كثير لابن أخ له يتيم، فلما بلغ اليتيم طلب ماله من عمه فأبى أن يعطيه إياه، فترافعا إلى النبي فنزلت الآية، فلما سمعها العم قال: أطعنا الله ورسوله، نعوذ بالله من الحوب الكبير، ثم دفع لابن أخيه ماله، فقال رسول الله من يوق شح نفسه، ويطع ربه يدخله جنته» أخرجه ابن أبي حاتم.
2. أسباب نزول الآية (4): كان الرجل إذا زوج ابنته أخذ صداقها دونها، فنهاهم الله عن ذلك بإنزال هذه الآية - أخرجه ابن أبي حاتم وابن المنذر.[3]
3. أسباب نزول الآية (6): نزلت هذه الآية في ثابت بن رفاعة وفي عمه، وذلك أن رفاعة توفي وترك ابنه ثابتا وهو صغير، فأتى عم ثابت إلى النبي فقال له: إن ابن أخي يتيم في حجري، فما يحل أي من ماله ومتى ادفع إليه ماله؟ فأنزل الله هذه الآية، وعن عائشة قالت: نزلت هذه الآية في والي اليتيم.[4]